# Последняя ферма
«Последняя ферма» (исл. Síðasti bærinn) — исландский короткометражный драматический фильм, снятый режиссёром Рунаром Рунарссоном. В 2006 году картина была номинирована на премию «Оскар» в категории «Лучший игровой короткометражный фильм».

## Сюжет
Главным героем фильма является Храфн, пожилой мужчина, живущий со своей женой на ферме вдали от города. Его жена Гроа умирает, и он решает, что похоронит себя вместе с ней. Однако кроме него о смерти Гроа никто не знает. Их родственники и окружающие считают, что Храфн и Гроа готовятся к переезду в дом престарелых, в то время как он готовит могилу для себя и своей жены.
Их дочь Лилья, несмотря на обещание приехать к ним после выходных, всё же решает заехать вместе со своей семьёй пораньше, чтобы помочь родителям подготовить вещи для переезда. Тем временем Храфн заканчивает копать, спускает гроб с телом своей жены в могилу и ложится рядом с ним. Он заранее поставил возле ямы телегу, в которую выгребал землю, и теперь ему достаточно просто дёрнуть за верёвку, чтобы телега опрокинулась и всё её содержимое засыпало могилу.
Когда на ферму въезжает машина Лильи, Храфн уже погребён заживо в подготовленной им могиле.

## В ролях
| Актёр                   | Роль          |
| ----------------------- | ------------- |
| Йон Сигурбьернссон      | Храфн         |
| Олафия Хрённ Йонсдоттир | Лилья         |
| Сигюрдюр Скуласон       | Йон почтальон |
| Кристьяна Вагнсдоттир   | Гроа          |